# 菲利普 (黑森-菲利普斯塔爾)
菲利普（德語：Philipp von Hessen-Philippsthal，1655年12月14日—1721年6月18日），第一代黑森-菲利普斯塔爾伯爵，丹麥王后夏洛特·阿瑪莉埃的弟弟。

## 家庭
1680年，夏洛特·阿瑪莉埃與索爾姆斯-勞巴赫的卡塔里娜·阿瑪莉埃（Katharina Amalie）結婚，兩人共有3子4女：
1. 威廉明妮（1681年—1699年），早逝
2. 卡爾（1682年—1770年）
3. 艾蜜莉（1684年—1754年）
4. 菲利普（1686年—1717年）
5. 亨麗埃特（1688年—1761年）
6. 威廉（1692年—1761年）
7. 索菲（1695年—1728年）